# جون نويز
جون نويز هو سياسي أمريكي، ولد في 2 أبريل 1764 في Atkinson, New Hampshire ‏ في الولايات المتحدة، وتوفي في 26 أكتوبر 1841 في بوتني في الولايات المتحدة. نشط حزبياً في الحزب الفيدرالي الأمريكي. وقد انتخب عضو مجلس نواب فيرمونت ‏ وانتخب عضو مجلس النواب الأمريكي ‏ (4 مارس 1815 – 3 مارس 1817).